# History Channel
History (полное название The History Channel) — международный многоязычный спутниковый и кабельный платный телеканал. Канал специализируется на показе различных документальных фильмов исторической тематики, имеет региональные вариации для США, Канады, Скандинавских стран, Латинской Америки, Восточной Европы, Азии.
Первоначально сеть была ориентирована на исторические документальные фильмы. В конце 2000-х годов история перешла в реалити-шоу. Помимо этого изменения формата, сеть подвергалась критике со стороны многих ученых, историков и скептиков за трансляцию псевдодокументальных фильмов и необоснованных сенсационных программ-расследований.

## История
Телеканал начал своё вещание 1 января 1995 г. (первое название The History Channel), как совместное предприятие американских медиакомпаний Rogers Media, Disney-ABC Television Group и NBCUniversal. В 2008 году у телеканала сменился логотип, а сам канал поменял своё название на History.
В течение 10 лет основным ведущим канала был Роджер Мадд.
Сейчас телеканал History доступен в 155+ странах мира на 39 языках.
C 2013 года канал транслируется и в России, доступный у большинства основных кабельных операторов.
23 октября 2014 года Телеканал History победил на премии «Золотой Луч 2014» в номинации: Лучший зарубежный развлекательный телеканал.
С 31 января 2023 года на территории России вещание телеканалов «History» и «History 2 HD» прекратилось.
29 мая 2023 года вещания телеканала «History 2» в Белоруссии прекратилось, а также 1 июля 2023 прекратилось вещание «History».

## Критика и оценки
Телеканал неоднократно подвергался критике со стороны многих ученых, историков и скептиков за трансляцию псевдодокументальных фильмов и слабо обоснованных сенсационных программ-расследований.
Так например, сеть подвергалась критике со стороны Стэнли Катнера за трансляцию сериала «Люди, которые убили Кеннеди» в 2003 году. Катнер был одним из трёх историков, которым было поручено пересмотреть сериал. Затем канал отказался от сериала и больше никогда его не транслировал.
В 2011 году сотрудник Forbes Алекс Кнапп написал: «В идеале, исторический канал не должен публиковать такую чепуху, как «древний космонавт». Журналист Forbes Брэд Локвуд раскритиковал добавление на канал «программ посвященных монстрам, инопланетянам и заговорам», объяснив намерением ради повышения рейтингов решением сети сосредоточиться на псевдоархеологии, а не на задокументированных фактах.

## Известные программы
- В поисках правды (англ. Digging for the Truth)
- Alone (программа о выживании) (англ. Alone (TV series))

## Сериалы
- Викинги
- Падение Ордена